# 찰스 K. 프렌치

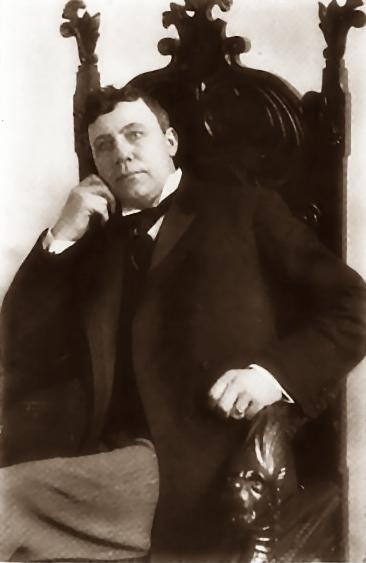

찰스 K. 프렌치(Charles K. French, 1860년 1월 17일 ~ 1952년 8월 2일)는 미국의 영화 감독, 배우, 각본가, 영화배우이다.
콜럼버스에서 태어났으며 할리우드에서 사망하였다. 사인은 심근 경색이다. 포리스트 론 메모리얼 파크에 매장되었다.

## 영화
- 샤도우 (1940년)
- 딕 트레이시스 G-멘 (1939년)
- 콜리지 스윙 (1938년)
- 삶의 설계 (1933년)
- 로마 스캔달 (1933년)
- 마지막 위험 (1929년)
- 핸즈 업! (1926년)
- 파리의 여인 (1923년)
- 흥정 (1914년)